# محمد حمدي النشار (شاعر)
محمد حمدي النشار (القرن 18 ـ 1892) هو شاعر مصري يعد من الجيل الأول لشعراء النهضة الأدبية في مصر.

## حياته ونشاته
ولد النشار بدمياط، وكان والده شاعرًا فتعهده بالرعاية ولقنه بعض مبادئ القراءة والكتابة وأطلعه على بعض المؤلفات والدواوين الشعرية والرسائل الإنشائية، كما لقنه فنون الشعر، ثم أدخله مدرسة الأروام فتخرج فيها على الأديب يعقوب أفندي مراد بدمياط (توفي سنة 1888) كما تعلم اللغة الفرنسية.
درس النشار في الأزهر مدة، ولكنه لم يستكمل، ولم ينل شهادته. عمل سكرتيرًا لمحكمة الإسكندرية الأهلية.

## شعره
استلهم النشار لغته وصوره من عصور الازدهار العربي، ونظم في الأغراض المعروفة من رثاء ومدح وتوسل ومراسلات وتهنئة، وكان يعتمد في شعره وحدة البيت. ارتبط شعره بالمناسبات المختلفة التي تعرض للأسرة الحاكمة وكبار رجال الدولة والمسؤولين، فيهنئ ويمدح ويرثي.
وقد شارك النشار بشعره وفكره في الجدل الثقافي الذي كان بين أعلام عصره، وأبدى اهتمامًا خاصًا بالثقافة الإسلامية وبقضايا المرأة في عصره.

## إنتاجه الشعري
- ديوان "ثمرات الأفكار" (صدر جزؤه الأول عن المطبعة العثمانية بحارة سوق الزلط بالقاهرة سنة 1892، أما جزؤه الثاني فما زال مخطوطًا).[2]

## أعمال أخرى
- المرأة في الإسلام (صدر عن مطبعة السفور والحجاب سنة 1869).[2]